# Aldin Aganovic
Aldin Aganovic (* 8. Dezember 2000) ist ein österreichischer Fußballspieler.

## Karriere

### Verein
Aganovic begann seine Karriere beim AC Linden Leibnitz. 2012 spielte er kurzzeitig beim SVL Flavia Solva. 2013 wechselte er in die Jugend des SK Sturm Graz. 2014 kam er in die Akademie des FC Red Bull Salzburg. Aganovic war Teil der U-19-Mannschaft der „Bullen“, die 2017 die UEFA Youth League gewann. Er kam im Rückspiel der ersten Runde gegen Vardar Skopje und im Rückspiel der zweiten Runde gegen den FK Qairat Almaty zum Einsatz.
Im September 2017 debütierte er für das Farmteam FC Liefering in der zweiten Liga, als er am 13. Spieltag der Saison 2017/18 gegen die SV Ried in der 54. Minute für Alexander Schmidt eingewechselt wurde. Nach der Saison 2018/19 verließ er Liefering. Nach einem halben Jahr ohne Verein wechselte er im Jänner 2020 zum Regionalligisten SV Stripfing. Ohne Einsatz wechselte er zur Saison 2020/21 nach Slowenien zum Zweitligisten NK Drava Ptuj. In Ptuj kam er zu insgesamt vier Einsätzen in der 2. SNL.
Zur Saison 2021/22 kehrte er nach Österreich zurück und wechselte zum Regionalligisten SC Kalsdorf. Für Kalsdorf absolvierte er elf Partien in der Regionalliga. Im Februar 2022 schloss er sich dem sechstklassigen 1. FC Leibnitz an.

### Nationalmannschaft
Aganovic spielte im September 2015 erstmals für die österreichische U-16-Auswahl. Im September 2016 debütierte er gegen die Schweiz für die U-17-Auswahl. Sein erstes Tor für diese erzielte er im Oktober 2016 bei einem 3:1-Sieg gegen Aserbaidschan.
Im September 2017 spielte er erstmals für die U-18-Mannschaft. Im Oktober 2018 debütierte er bei einem 2:2-Remis gegen Slowenien für die U-19-Auswahl. In jenem Spiel erzielte er mit dem Tor zum Endstand auch seinen ersten Treffer für die U-19-Auswahl.

## Erfolge
- UEFA Youth League: 2017